# École supérieure d'études cinématographiques
Ne doit pas être confondu avec ESSEC.
 (juillet 2018).
Si vous disposez d'ouvrages ou d'articles de référence ou si vous connaissez des sites web de qualité traitant du thème abordé ici, merci de compléter l'article en donnant les références utiles à sa vérifiabilité et en les liant à la section « Notes et références ».
L'École supérieure d'études cinématographiques ou ESEC est une école internationale d'enseignement privé créée en 1973 par Kostia Milhakiev. Elle est aujourd'hui dirigée par Jérome Enrico et offre une formation aux métiers du cinéma et de la télévision, certifiée par l'État.
Elle reçoit des étudiants de plus de 70 nationalités.
Formant aux métiers de collaborateurs à la création d’œuvres cinématographiques et audiovisuelles, elle spécialise ses étudiants dans les domaines de :
- la réalisation et métiers de plateau
- la production
- le montage et les effets spéciaux en numérique
- le documentaire
- scénarisation

L’ESEC délivre des titres certifiés par l’État de niveau II, inscrits au RNCP (équivalent licence).

## Historique[2]

### 1973-1983: Les premières années
En 1973, l'ESEC est créée avec les objectifs suivants : former aux métiers des techniques du cinéma, d'assistant à la réalisation et d'assistant à la production.
De 1976 à 1979, l'ESEC organise « Les clubs-rencontres de l'ESEC », manifestations destinées à interroger les professionnels sur l'actualité politique, sociale et culturelle de leurs métiers. Des représentants d'institutions (CNC, ministères, Chambres syndicales, etc.) sont invités à débattre devant un public professionnel. Les premiers clubs-rencontres invitent Daniel Toscan du Plantier, producteur à la société Gaumont, Jean Negroni, comédien et représentant d'un syndicat de comédiens, Gilbert Grégoire, président de la chambre syndicale des producteurs de films, Hubert Astier, président de l'Office de la création cinématographique, Serge Moati, Henri Lassa, producteur, ainsi que le comédien Jean-Louis Trintignant...
À partir de 1980, l’ESEC organise des échanges d'étudiants et de cinéastes entre Moscou, Saint-Pétersbourg (ex-Leningrad) et Paris.
Depuis cette époque, l’ESEC est le correspondant de l’Institut d’histoire des arts de la Russie de Saint-Pétersbourg. Elle a des accords de coopération culturelle avec le Fonds culturel de Russie présidé actuellement par le réalisateur Nikita Mikhalkov ; et des accords pédagogiques avec l’université d’État du cinéma et de la télévision de Saint-Pétersbourg. L’ESEC a organisé des échanges de professeurs, des échanges d’étudiants, des stages de formation à Paris pour des techniciens russes, des projections et des ventes de films français en Russie, des conférences à la télévision russe et dans des Instituts d'art et de cinéma en Russie, et une exposition de peintures russes à Paris en 1991. L’ESEC a signé un accord d’échanges d’informations et de recherche avec l’Institut d’histoire des arts de la Russie de Saint-Pétersbourg et l’École pratique des hautes études de Paris.

### 1983-2003: Création de l'Académie internationale des arts - développement du département arts et médias électroniques / atelier production
En 1983, Kostia Milhakiev fonde l'AIA (Académie internationale des Arts) dont l'ESEC devient le département d'enseignement. L'objectif de l'AIA est d'enseigner, promouvoir, accueillir, produire et réaliser des œuvres d'arts visuels. L’AIA accueille dans les locaux de l’ESEC des expositions d’art contemporain : peinture, sculpture, photographie, art vidéo. Elle anime des rencontres avec des artistes contemporains.
En 1984, l'ESEC met en place un cours d'analyse de la télévision (programme confié initialement à Ignacio Ramonet, futur directeur du Monde diplomatique)
En 1987, l'ESEC crée un laboratoire de recherches sur la télévision, confié successivement à différents créateurs ou théoriciens de la vidéo. Son but : interroger la télévision, élaborer des stratégies de rechange, produire et réaliser des maquettes de programmes
À partir de 1990, un programme sur la vidéo de création est proposé aux étudiants avec les objectifs suivants : analyser les courants de création contemporains, recevoir des œuvres et des artistes, mesurer les conséquences artistiques et économiques des nouvelles technologies de création au cinéma et à la télévision.
En 1992, création d’un département des arts et médias électroniques (Cinéma documentaire et Création électronique).
Intégrer dans la formation, les échéances technologiques, économiques et de création du futur, en interrogeant en particulier la mise en scène du documentaire de création et l’écriture télévisuelle. L’atelier a bénéficié, entre autres, des collaborations et/ou parrainages d'artistes et de concepteurs multimédia : John Sanborn, Gary Hill, Lynn Hershman, Shelly Silver, Stefaan Decostere. En collaboration avec le “Studio des artistes électroniques” de Dominik Barbier.
En 1997, le diplôme de l'ESEC obtient son homologation par l’État.
En 2002, Technique et Création au cinéma, écrit par Michel Chion, est le premier ouvrage édité par ESEC Editions.

### 2003-de nos jours: Évolution du département arts et médias électroniques en atelier écriture télévisuelle et web-TV
En 2003, l'ESEC créé une année préparatoire pour accueillir des bacheliers.
En 2006, les diplômes de l'ESEC sont certifiés par l'État et élevés au niveau II (niveau licence-maîtrise).
Le 1er janvier 2013, Jérome Enrico reprend la direction de l'ESEC. Déjà enseignant en Ateliers scénario et réalisation, il coécrit avec les étudiants de la promo, 2010 un scénario : de cette première participation collective naît Paulette écrite par Laurie Aubanel, Jérôme Enrico, Bianca Olsen et Cyril Rambour, d'après une idée originale de Bianca Olsen. Le scénario sera choisi par le producteur  Alain Goldman et sortira sur les écrans en Janvier 2013.
En juin 2021, l'ESEC est rachetée par le groupe d'enseignement privé EDH.
Il y a également un campus à Lyon qui ne contient pas exactement les mêmes spécialisations.

## Professeurs et intervenants 2018-2019
- Jérome Enrico, Bruno Hodebert, Noémie de Lapparent, Marie Besancon, Martin Drouot, Clémence Madeleine Perdillat, Delphine Dhilly, Mehdi ben Attia, Cyril Brody...
- Jean-Sébastien Chauvin, Bruno Hodebert, Sébastien de Fonseca, Florian Lejeune, Julie Grunebaum, Anne Mainsonhaute, Jean Victor Dubeau, Renan Cros, Philippe Levy...
- Camille Vidal Nacquet, Vincent Prades, Julie Chovet, Laurent Vinas-Raymond, Aruna Villiers, Jean Christophe Ferrari, Corinne Bopp, Guilhem Touzery, Maxence Muller, Ludovic Verwaerde...
- Pascale Mons, Elizabeth Juste, Jean Luc Rault Cheynet, Gautier Isern, Charles Michaud, Jean Achache, Thierry Jault, Stratis Vouyoucas, Sophie Nasi...

## Le Conseil professionnel de perfectionnement
- René Bonnell, ancien président de la FEMIS, directeur aux programmes à France Télévisions
- Gilles Jacob, président du Festival du film de Cannes
- Jean-Pierre Jeunet, réalisateur
- Lionel Moreau, directeur des relations humaines de la société cinématographique UGC, administrateur à l’Assurance Formation des Activités du Spectacle
- Ignacio Ramonet, directeur du journal Le Monde diplomatique
- Serge Toubiana, directeur de la Cinémathèque française
- Jean Benjamin Stora, doyen du corps professoral du Groupe HEC-ISA

## Les parrainages
- Jean-Pierre Jeunet (réalisateur)
- Jean-Marc Barr (acteur et réalisateur),
- Nikita Mikhalkov (réalisateur),
- René Bonnell (directeur à France Télévisions),
- Bruno Delbonnel (directeur de la photo, ASC),
- Pol Cruchten (réalisateur),
- Valeria Bruni-Tedeschi (actrice et réalisatrice),
- Gérard Corbiau (réalisateur)

## Ont été formés à l'ESEC[4]
- Jean-Jacques Albert, directeur de production

Plus de 17 films dans sa filmographie, dont : Disco (2008), Détrompez-vous (2007), Danse avec lui (2007), Du jour au lendemain (2006) Mariages! (2004), Les Liaisons dangereuses (2003), Le Coût de la vie (2003), L’Adversaire (2002), Belphégor (2001), Les Acteurs (2000), Les Voleurs (1996), Les Roseaux sauvages (1994), Ma saison préférée (1993), J'embrasse pas (1991)
- Daniel Baschieri, directeur de production

17 films dans sa filmographie, dont : Le Prix à payer (2007), L'Entente cordiale (2006), Atomik Circus, le retour de James Bataille (2004), Adolphe (2002), Rue des plaisirs (2002), Felix et Lola (2001), Les Blessures assassines (2000), La Fille sur le pont (1999), Une chance sur deux (1998), Élisa (1995), Le Parfum d'Yvonne (1994)
- Jean-Philippe Blime, réalisateur et producteur

Président et créateur de l’association française des assistants réalisateurs (AFAR), il se consacre désormais à la production exécutive : Chrysalis (2006), Selon Charlie (2005), Narco (2004). Parmi ses contributions comme assistant réalisateur : André le magnifique (2000), Les Parasites (1999), Jefferson in Paris (1995), Entretien avec un vampire (1994), et 11 autres films.
- Éric Bitoun, producteur et réalisateur

Ancien enseignant à l’ESEC, il est également producteur et réalisateur de courts-métrages, de documentaires et de films d'entreprise.
- Bruno Bontzolakis, réalisateur

Révélé aux festivals de Locarno et de Cannes, il a réalisé : Familles, je vous hais (1997), Chacun pour soi (1998), L'Amour au soleil (2003), Je t'aime, je t'adore (2003).
- Pol Cruchten, réalisateur

Somewhere in Europe (1988), Nuit de Noces (1992), Sniper (1994), Black Dju (1996), Boys on the run (2001), Perl oder Pica (2006). Il a également filmé la tournée européenne History de Michael Jackson en 1997.
- Bruno Delbonnel, directeur de la photo

Nommé aux Oscars et aux Césars pour Le Fabuleux Destin d'Amélie Poulain (2001), sa filmographie compte plus d'une dizaine de films dont : Harry Potter et le prince de sang-mêlé (2009), Across The Universe (2007), Un long dimanche de fiançailles (2004), Ni pour, ni contre (bien au contraire) (2002), Tout le monde n'a pas eu la chance d'avoir des parents communistes (1993), IP5 : l’île aux pachydermes (1992 - assistant), 37°2 le matin (1986 - assistant)
- Lionel Delplanque, réalisateur

Son premier moyen-métrage, Les lustrales (1995), été coproduit par l’ESEC. Il a depuis réalisé deux longs-métrages : Promenons-nous dans les bois (2000) et Président (2006).
- Jean-Marie Dreujou, directeur de la photo

Habituel chef-opérateur de Patrice Leconte, sa filmographie compte plus de 30 films dont : Disco (2008), Sa Majesté Minor (2007), Dialogue avec mon jardinier (2007), Les Bronzés 3 : Amis pour la vie (2006) Deux Frères (2004), L’Homme du train (2002), Balzac et la petite tailleuse chinoise (2002), La Fille sur le pont (1999), Marquise (1997), Les Caprices d'un fleuve (1996), Capitaine Conan (1996), Tango (1993), Ripoux contre ripoux (1990)
- Sophie Grech, attachée de presse, critique
- Lucile Hadžihalilović, réalisatrice

Elle a étudié à l'ESEC avant d'intégrer l'IDHEC (ancêtre de La Fémis). Monteuse puis scénariste, elle a réalisé Innocence (2004), Good boys use condoms (1988), La Bouche de Jean-Pierre (1996)
- Aurélien Moutte
- Gaston Kaboré, réalisateur

Il a reçu le César de la meilleure œuvre francophone pour Wend Kuuni (1982), La Nuit africaine (1990), Zan Biko (1998), Rabi (1992), Lumière et compagnie (1995), Le Joueur de cora (1996), Buud Yam (1997)
- Park Kwang-su, réalisateur

Actuel conseiller à la culture en Corée, ce réalisateur a été récompensé dans tous les festivals du continent asiatique. Chilsu et Mansu (1988), The black republic (1990), Berlin report (1991), To the starry island (1993), Single spark (1996), The uprising (1999), If you were me (2003)
- Philippe Letodé, premier assistant-réalisateur et réalisateur seconde équipe.

Go Fast (2008), Dieu est grand, je suis toute petite (2001), Yamakasi (2001), Taxi 2 (2000), Passage à l'acte (1996), Une époque formidable (1991)
- Julien Mercher, chef-décorateur

D’abord assistant sur les clips de Natacha St Pier et Don Choa. Il a travaillé sur 31 réalisations, parmi lesquelles : Le Rainbow Warrior (2006 - TV), Orages (2003 - TV), Confidences trop intimes (2003), Albert est méchant (2003), L'Enfant de l'aube (2003), Mon fils cet inconnu (2003)
- Sébastien Moreau. Diplômé en montage et effets spéciaux, il a collaboré à plus de 55 films, parmi lesquels : Indiana Jones et le crâne de cristal (2008), La Ligne brisée (2008), Pirates des Caraïbes (2006/2003), Mission impossible III (2006), Munich (2005), Star Wars (2005/2002), Le Seigneur des anneaux (2005/2002), Gangs of New York (2002).
- Alain Mougenot, producteur et directeur de production

L'Antidote (2005), Un long dimanche de fiançailles (2004), Chouchou (2003), Le Boulet (2002), Le Fabuleux Destin d'Amélie Poulain (2001), Un pont entre deux rives (1999), Le Hussard sur le toit (1995), Une époque formidable (1991)
- Jean-Marc Moutout, réalisateur

Il a poursuivi ses études à Bruxelles avant de réaliser : Tout doit disparaître (1996), Libre circulation (2002 - TV), Violence des échanges en milieu tempéré (2004), La Fabrique des sentiments (2008).
- Fabien Remblier, ancien comédien devenu réalisateur

Il réalise des clips et des captations. En 2010, il est le premier réalisateur français à réaliser un long-métrage intégralement tourné en 3D-Relief, Une nuit au cirque 3D, coréalisé avec Olivier Kauffer et récompensé du prix de la Meilleure Captation Européenne en 3D-relief au festival 3D STEREO MEDIA. Spécialiste de la captation en 3D-relief, il est également l'auteur du livre "Tourner en 3D-relief" édité chez Eyrolles en octobre 2011.
- Arielle Saracco, directrice de programmes de la chaîne de télévision Canal+. Elle a commencé sa carrière comme scénariste.
- Isabelle Sauvanon, secrétaire de production puis attachée de presse

Sac de nœuds (1985), L’Effrontée (1985), Mina Tannenbaum (1994), Le ciel est à nous (1997), La Classe de neige (1998), La Fille sur le pont (1999), C’est pas ma faute (1999), Rien à dire (1999), Le Fabuleux Destin d'Amélie Poulain (2001), Une hirondelle a fait le printemps (2001).
- Claude Scasso, scénariste (TV)

Transferts (série, 2017), Caïn (série, 2014-2017), Affaire de famille (2008, cinéma), Les Tricheurs (série, 2006), Tombé du ciel (mini-série, 2006), Pinocchio le robot (cinéma, 2004)
- Jean-Claude Schlim, directeur de production

Plus de 30 films dans sa filmographie. Il est «le» directeur de production incontournable au Luxembourg où tournent désormais régulièrement des réalisateurs internationaux, tels Volker Schlöndorff (Le Neuvième jour), Michael Radford (Le Marchand de Venise), Roman Coppola (CQ) ou Peter Greenaway (8 femmes ½)
- Jean-Luc Trotignon, réalisateur (TV)[5]

La Guerre des poux (1996), Lettre ouverte à Lili (1995), Les Taupes-niveaux (1992), Les Cravates léopards (1992), Le bonheur a encore frappé (1986 - cinéma), Dialogue de sourds (1985 - cinéma), Plus jamais comme ça (2005)
- Mohamed Zran, réalisateur

Le Prince (2004), Le Chant du millénaire (2002), EssaÏda (1996), Ya nabil (1993), Le Casseur de pierres (1989), Virgule (1987)